# 布阿吉尔贝尔堤岸水塔
布阿吉尔贝尔堤岸水塔-验潮仪（château d'eau-marégraphe du quai de Boisguilbert）是一个古老的水塔，位于法国诺曼底滨海塞纳省鲁昂，塞纳河右岸的布阿吉尔贝尔堤岸，征服者威廉大桥（pont Guillaume-le-Conquérant）附近。

## 历史
该建筑由建筑师吕西安·莱福特设计，建于1885年。在1893年增设了时钟和验潮仪。这是一个华丽的塔楼，覆盖着金字塔形屋顶。其建筑风格属于折衷主义。建筑物的立面和屋顶在1997年列为法国历史古迹，在2009年完全修复。

## 画廊

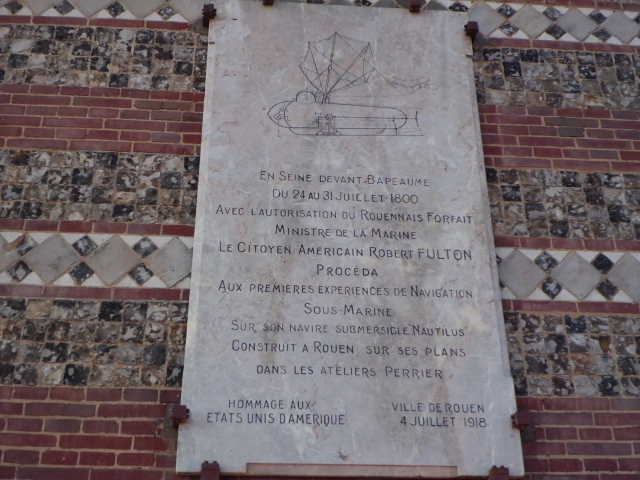
纪念罗伯特·富尔顿的牌匾
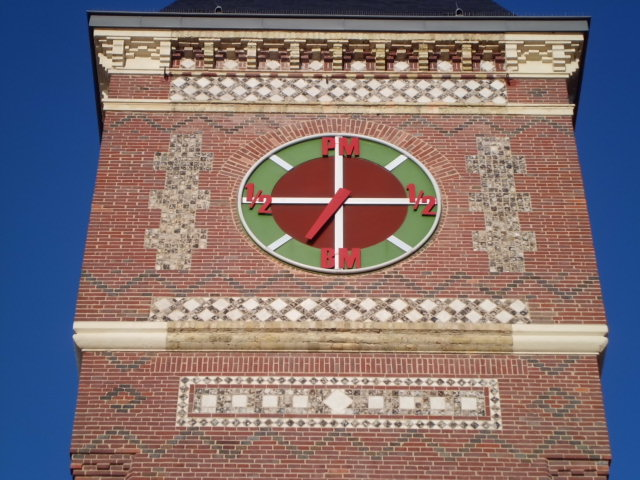